# Tangeh-ye Do
Tangeh-ye Do (persiska: تنگه دو) är en ort i Iran.   Den ligger i provinsen Khuzestan, i den västra delen av landet, 700 km söder om huvudstaden Teheran. Tangeh-ye Do ligger 3 meter över havet och antalet invånare är 859.
Terrängen runt Tangeh-ye Do är mycket platt. Runt Tangeh-ye Do är det ganska tätbefolkat, med 139 invånare per kvadratkilometer. Närmaste större samhälle är Abū Shakar, 9,0 km söder om Tangeh-ye Do. Trakten runt Tangeh-ye Do är ofruktbar med lite eller ingen växtlighet.